# Atmosfär
För andra betydelser, se Atmosfär (olika betydelser).

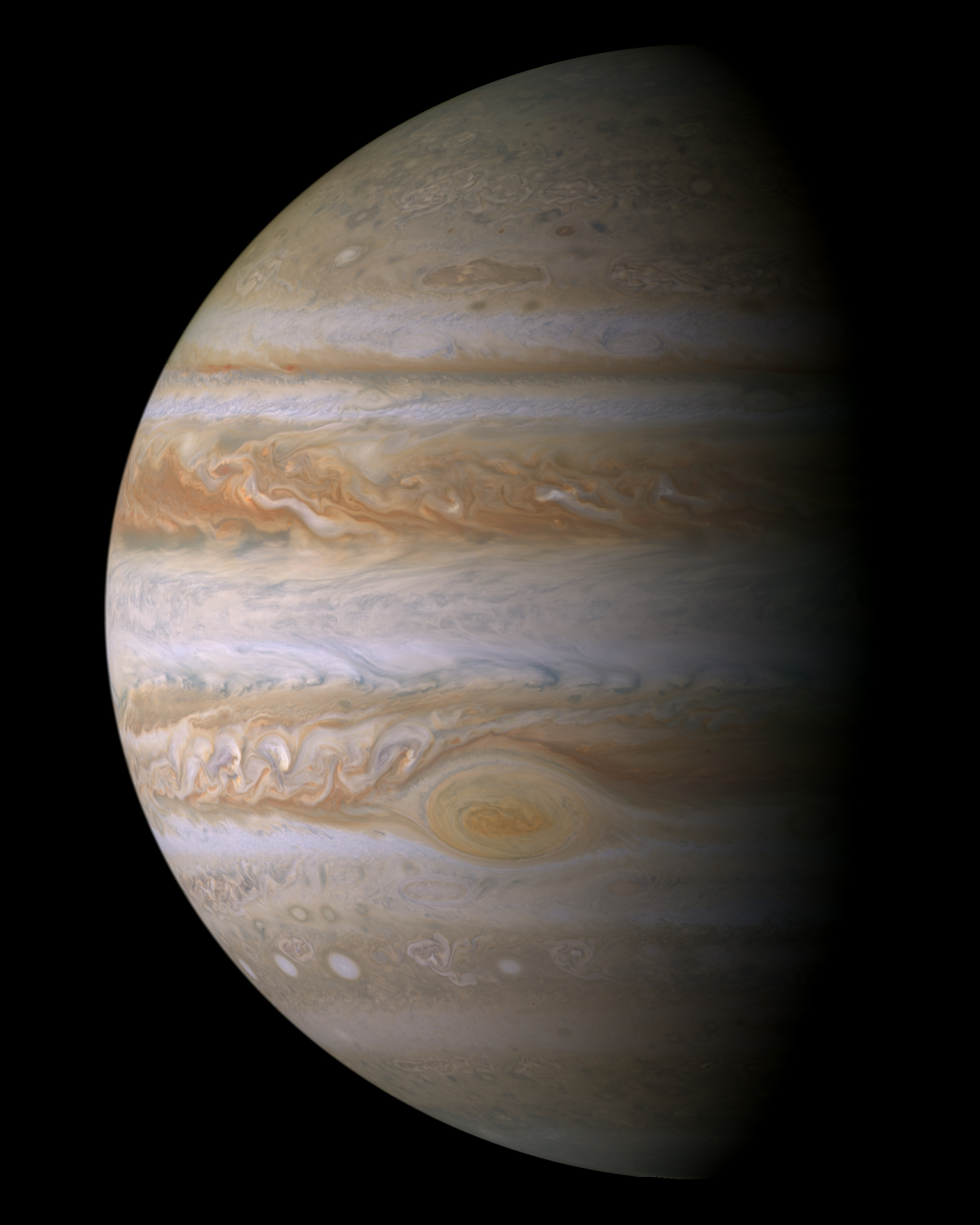
En bild av Jupiters atmosfär med den stora röda fläcken.

Atmosfären är det lager av blandade gaser som omger en himlakropp med tillräcklig massa för att dess gravitation ska kunna hålla den kvar under en längre tid. Ofta avses det gasskikt bestående huvudsakligen kväve och syre som omger jorden, se Jordens atmosfär. Vissa planeter består mestadels av olika gaser. Med atmosfär avses då bara de yttre lagren, se gasjättar.
En stjärnatmosfär består av de yttre delarna av stjärnan, vanligen avses från den ogenomskinliga fotosfären och utåt. Stjärnor med jämförelsevis låg yttemperatur kan bilda molekyler i sin yttre atmosfär. Jordens atmosfär innehåller syre som de flesta levande organismerna andas samt koldioxid som används av växter, alger och cyanobakterier i fotosyntesen. Atmosfären skyddar också levande organismer från skador från solens ultravioletta strålning. Jordatmosfärens nuvarande sammansättning är ett resultat av biokemisk påverkan av uratmosfären under miljarder år.

## Tryck
Lufttrycket är den kraft per ytenhet som gasen anlägger mot den yta som omger den. Den bestäms av planetens gravitationskraft i kombination med den totala massan hos den kolonn av gas/luft som finns ovanför platsen. Enheten för lufttryck bygger på vad som internationellt anses vara en standardatmosfär, 1 atm=101 325 Pa (1013,25 millibar).
Trycket från de atmosfäriska gaserna sjunker med stigande höjd då massan från kolonnen minskar över platsen. Den höjd vid vilken trycket har minskat med en faktor e (2,718281…) kallas för skalhöjd och betecknas H. För en atmosfär med en homogen temperatur är skalhöjden proportionell mot temperaturen och omvänt proportionell mot molekylmassan hos torr luft gånger planetens ytgravitation. Men då atmosfären inte har en homogen temperatur så är det mer komplext att exakt bestämma lufttrycket vid en given höjd.

## Förluster
Ytgravitationen, den kraft som håller kvar atmosfären, varierar kraftigt mellan olika planeter. För den stora planeten Jupiter är det möjligt att hålla kvar så lätta gaser som väte och helium som försvinner från planeter med lägre ytgravitation. En andra faktor är avståndet till solen. När molekylerna i atmosfären värms upp kan en del av dem nå hastigheter som är högre än planetens flykthastighet varvid molekylerna flödar ut i den omgivande rymden. De små och kalla himlakropparna Titan,  Triton och Pluto kan behålla sina atmosfärer trots sin låga gravitation. Interstellära planeter kan teoretiskt sett också behålla en tjock atmosfär.
Då gaser vid en given temperatur innehåller molekyler i ett brett spektrum av hastigheter finns det nästan alltid vissa förluster. Lättare molekyler rör sig fortare vid samma kinetiska energi varför gaser med lägre molekylvikt snabbare försvinner ut i rymden. Man tror att både Venus och Mars har förlorat sitt vatten när den ultravioletta strålningen spjälkats upp vattnet i syre och väte, varefter vätet har försvunnit från planeten. Man har tidigare trott att jordens magnetfält skyddar mot en sådan atmosfärsflykt eftersom det hindrar solvinden från att komma i kontakt med atmosfären. Det har emellertid visat sig att det även kring omagnetiserade planeter, som Mars och Venus, bildas ett skyddande gränsskikt . Dessutom gör magnetfältet det möjligt för joner att strömma ut längs de vertikala magnetfältslinjerna i polarområdena, vilket inte kan ske på omagnetiserade planeter. Beräkningar av atmosfärsförlust för olika magnetiseringar har visat att en hypotetisk jord utan magnetfält skulle vara något bättre skyddad än den verkliga jorden är idag.

## Sammansättning

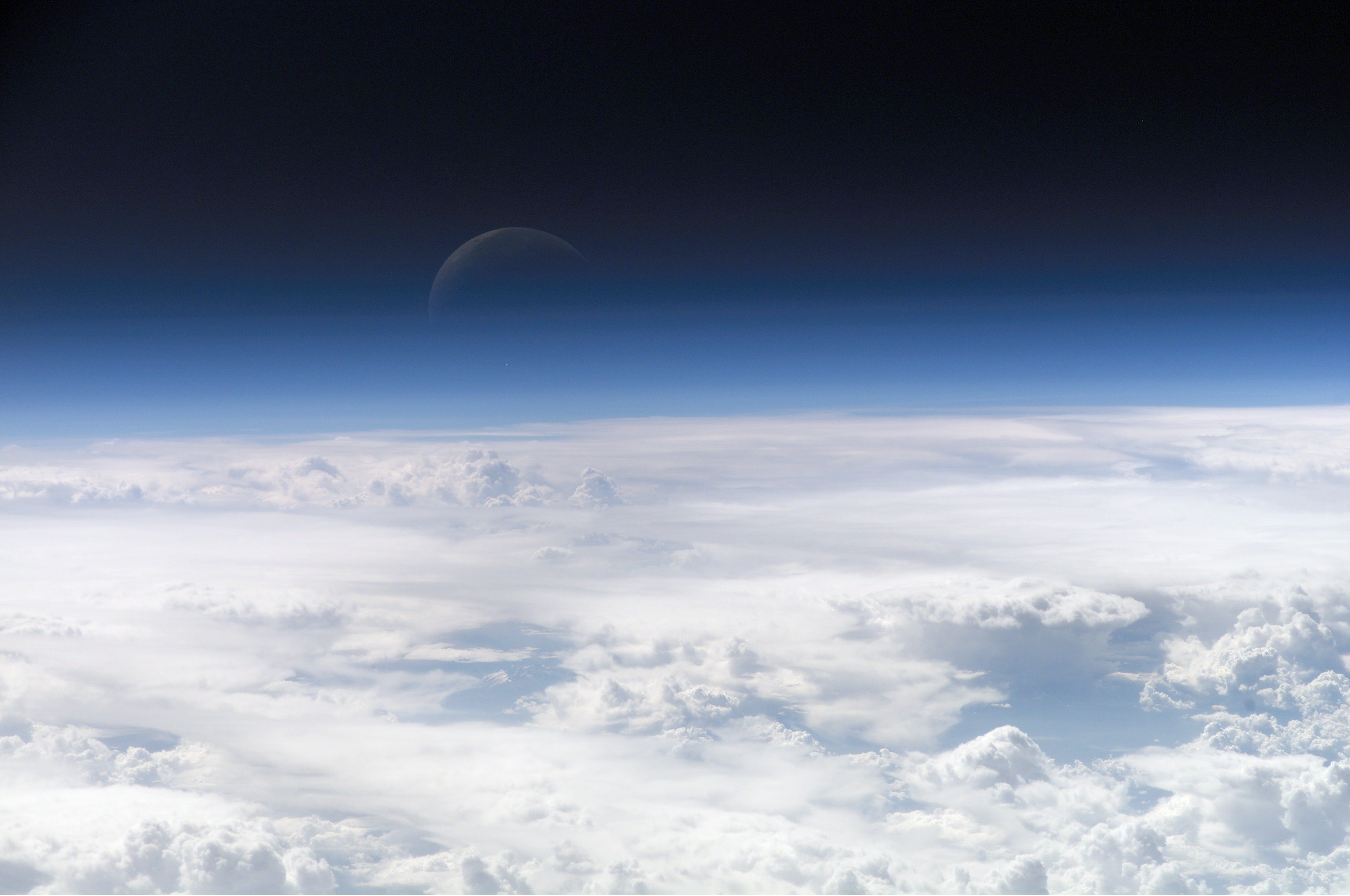
Atmosfäriska gaser sprider blått ljus bättre än andra våglängder vilket ger jorden en blå 'halo' när man ser den från rymden.

Atmosfärens ursprungliga sammansättning beror främst på solnebulosans temperatur och kemiska sammansättning när planeterna bildades samt de gaser som frigörs. Den ursprungliga atmosfären genomgick en utveckling under lång tid med olika parametrar för varje planet, med mycket skiftande resultat.
Venus och Mars atmosfärer består mestadels av koldioxid med mindre delar kväve, argon, syre samt spår av andra gaser.
Jordens atmosfärs sammansättning är i mycket ett resultat av det liv som finns här. Den består av 78,08 % kväve, 20,95 % syre, vattenånga (i genomsnitt omkring 0,247 %, National Center for Atmospheric Research), 0,934 % argon, 0,042 % koldioxid och spår av väte, helium och andra ädelgaser.
Den låga temperaturen hos gasjättarna Jupiter, Saturnus, Uranus och Neptunus möjliggör att de har en större andel gaser med låg molekylvikt. Dessa planeter har en atmosfär av väte och helium med spår av mer komplexa föreningar.
Två månar har en icke försumbar atmosfär: Titan, en måne till Saturnus och Triton en måne till Neptunus. Dessa atmosfärer består till stor del av kväve. Pluto har en atmosfär lik Tritons med kväve och metan, när den är nära solen. Denna fryser när Pluto kommer längre bort från solen.
Den atmosfäriska sammansättningen hos en exoplanet bestämdes första gången med hjälp av Rymdteleskopet Hubble. HD 209458 b är en gasjätte med en omloppsbana som ligger nära en stjärna i stjärnbilden Pegasus. Atmosfären har en temperatur på över 1 000 K (700° C) och förlorar ständigt gas till den omgivande rymden. Man har observerat väte, syre, kol och svavel när atmosfären blåser bort.

## Struktur

### Jorden
Jordens atmosfär består från ytan och uppåt av troposfären, stratosfären, mesosfären och termosfären som också inkluderar jonosfären, exosfären och magnetosfären. I varje lager ökar eller minskar temperaturen med höjden.
Tre fjärdedelar av atmosfären finns i troposfären och detta lager är på mellan 17 km (vid ekvatorn) och 7 km (vid polerna) tjockt. Ozonlagret som absorberar en stor del av den ultravioletta strålningen ligger främst i stratosfären på mellan 15 och 35 km's höjd. Karmanlinjen som ligger vid 100 kilometers höjd brukar betraktas som gränsen mellan jordens atmosfär och den yttre rymden. Exosfären kan dock sträcka sig från 500 till 10 000 kilometers höjd där den möter planetens magnetosfär.

### Andra
Andra himlakroppar som har en känd atmosfär

#### I vårt solsystem
- Merkurius atmosfär
- Venus atmosfär
- Månens atmosfär
- Mars atmosfär
- Jupiters atmosfär
- Io's atmosfär
- Saturnus atmosfär
- Titans atmosfär
- Uranus atmosfär
- Neptunus atmosfär
- Tritons atmosfär
- Plutos atmosfär

#### Utanför solsystemet
- Hd 209458 b
- Gliese 876 d

## Cirkulation
Atmosfärens cirkulation beror på värmeskillnader, där konvektion är en effektivare värmetransportör än värmestrålning. På planeter där den främsta värmekällan är strålningen från solen, transporteras värmeöverskottet från tropikerna till svalare områden. På planeter där en större andel av värmen produceras inne i planeten, såsom Jupiter, sker värmetransporten genom konvektion från den inre delarna till ytan.